# Walter von Engelhardt
Baron Moritz Alexander Walter von Engelhardt, auch Walter Freiherr von Engelhardt (* 18. Junijul. / 30. Juni 1864greg. in Dorpat, Gouvernement Livland; † 7. März 1940 in Düsseldorf), war ein deutsch-baltischer Gartenarchitekt und erster Gartenamtsdirektor von Düsseldorf.

## Leben und Werk

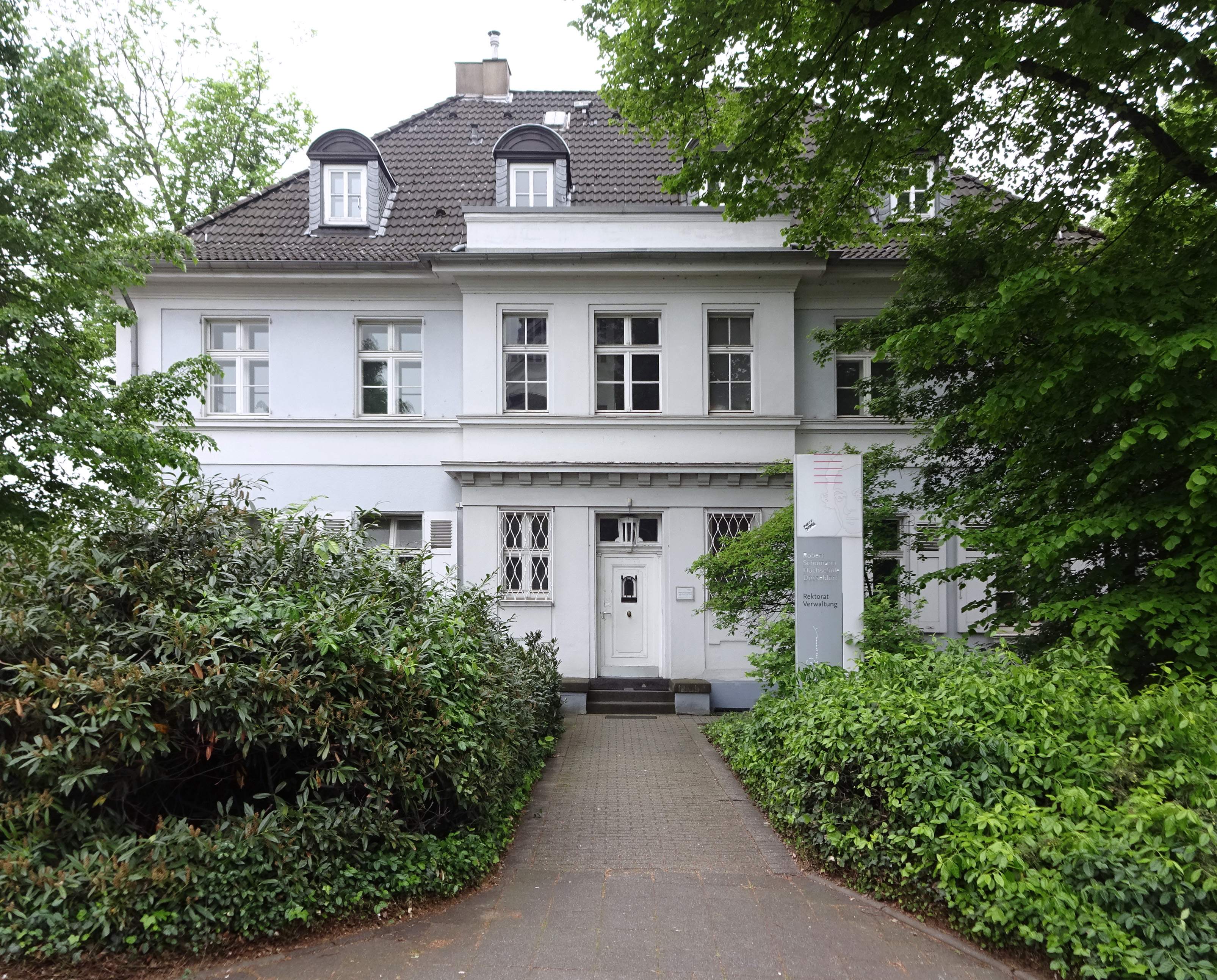
Villa Engelhardt (2019)

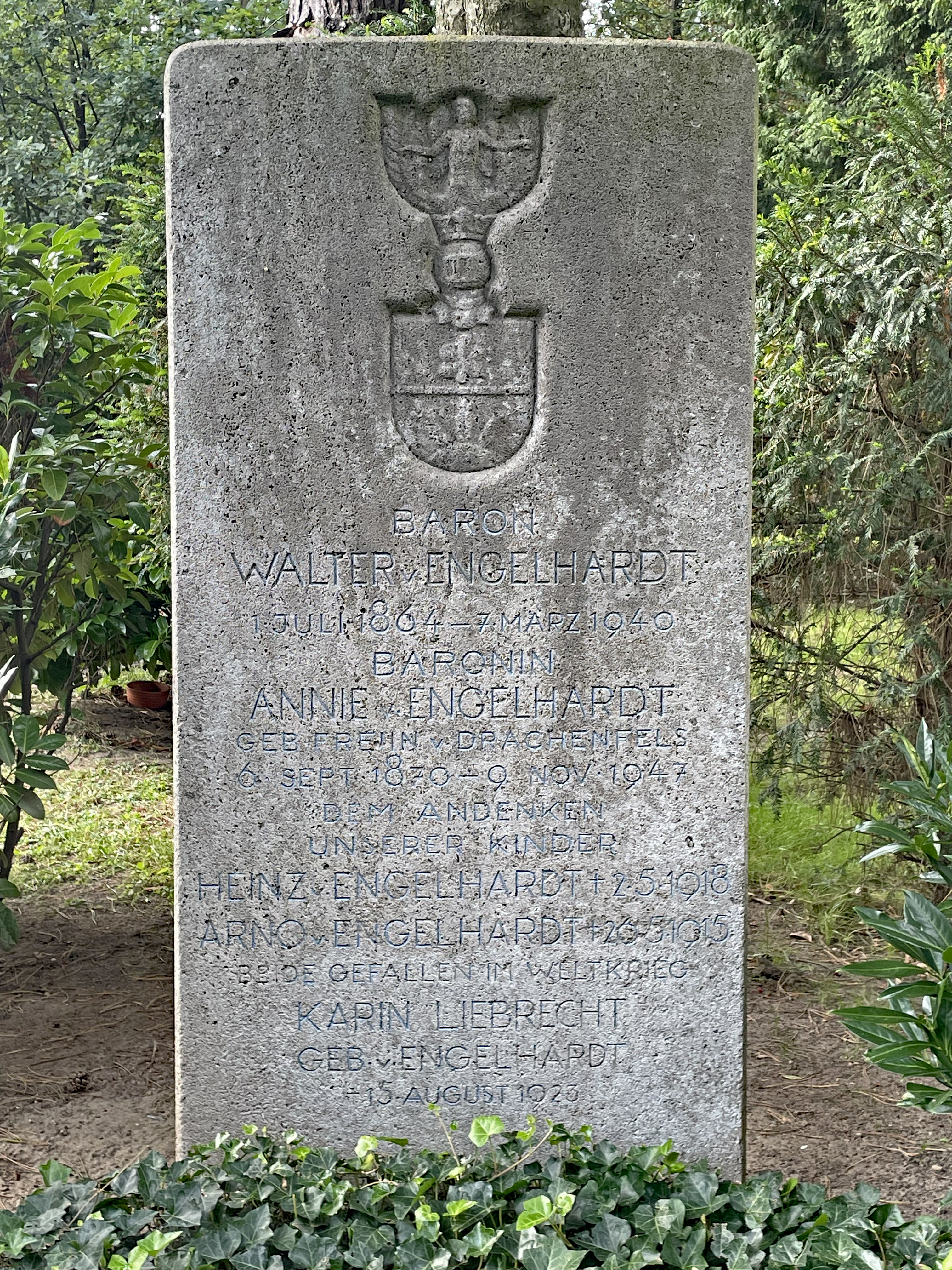
Grabstätte Baron Walter von Engelhardt und Familie auf dem Nordfriedhof Düsseldorf

Walter von Engelhardt wurde 1864 in Dorpat im russländischen Gouvernement Livland als Spross des dort seit Jahrhunderten ansässigen deutsch-baltischen Adelsgeschlechts von Engelhardt geboren. Seine Eltern waren Gustav Moritz Constantin von Engelhardt (1828–1881), Professor der Theologie an der Kaiserlichen Universität Dorpat, und Amalie Helena Alexandra von Oettingen (1835–1914). Einer seiner Brüder war der – u. a. mit Alvar Aalto zusammenarbeitende – Architekt Rudolf von Engelhardt (1857–1913). Sein Großvater war der Mineraloge Moritz von Engelhardt. Dieser hatte die Tradition wissenschaftlicher Betätigung in der Familie begründet. Wissenschaftlich bedeutend war auch der Bruder seiner Mutter, der lutherische Theologe Alexander von Oettingen.
Er studierte von 1883 bis 1887 Botanik an der Kaiserlichen Universität Dorpat, wo er auch am 1883 als Mitglied der Corporation Livonia aufgenommen wurde. Mit einem „Beitrag zur Anatomie der Cycadeen“ erlangte er den akademischen Grad „Kandidat der Botanik“. Während einer anschließenden Tätigkeit in der Bibliothek des Botanischen Museums in Sankt Petersburg und der Kaiserlichen Akademie der Wissenschaften unter Karl Ivanovic Maximovic betrieb er private Studien. Von 1891 bis 1892 besuchte er als Hospitant die Königliche Gärtnerlehranstalt am Wildpark bei Potsdam. Gartenkunst lehrte dort Fritz Encke. 1892 bereiste er Deutschland, die Schweiz und Italien, gründete zusammen mit dem livländischen Dendrologen Max von Sivers auf dessen Gut Römershof eine von ihm geleitete Baumschule und legte dort ein Arboretum an. 1893 heiratete von Engelhardt in Merreküll Anna Maria Gertrud Freiin von Drachenfels, genannt Annie. Ihre beider drei Kinder, Heinz (1894–1918), Arno (1896–1915) und Karin (1898–1923) wurden auf dem Römershof geboren. Von 1892 bis 1905 war er als Gartenarchitekt tätig. Unter dem Eindruck der revolutionären Unruhen von 1905, in deren Verlauf auch der Römershof niedergebrannt worden war, übersiedelte er Anfang 1906 nach Deutschland und wurde am 14. März des Jahres erster Gartendirektor (Leiter des Gartenamtes) der Stadt Düsseldorf. Dieses Amt, das ihm erlaubte, als Gartenarchitekt auch Privataufträge anzunehmen, hatte er bis zu seinem Ruhestand am 30. Juni 1931 inne.
Während 25 Jahren als Gartendirektor Düsseldorfs schuf Engelhardt in Düsseldorf viele Parkanlagen und Grünplätze, z. B. den Hansaplatz, den Klever Platz (heute Kolpingplatz), den Graf-Adolf-Platz sowie den Ehrenhof. Er legte hierbei besonderen Wert auf eine funktionelle, nicht nur an den körperlichen, sondern auch an den seelisch-geistigen Bedürfnissen der Nutzer orientierte Gestaltung. Engelhardt war damit „beispielhaft und richtungsweisend für die Stadtplatzgestaltung zu Beginn unseres Jahrhunderts“ (Grützner). Unterstützt wurde er in diesem Anliegen von seinem Mitarbeiter, dem Gartenarchitekten Reinhold Hoemann. 
Bereits früh bevorzugte Engelhardt den geometrischen gegenüber dem landschaftlichen Gartenstil, trat aber stets für die Verwendung beider Gestaltungsrichtungen ein, je nach den örtlichen Verhältnissen. Er erläuterte 1907: „Wir brauchen für die regelmäßige Anlage: durch Heckenschnitt verschieden geformtes Gehölzmaterial in verschiedenen Größen. Ich nenne als Beispiel die Kugel, die Wand, die Säule, die Pyramide, die Hängeform, die Dachform ... Wir brauchen für die natürliche Anlage: ungeschorene, vor allen Dingen ihren individuellen Charakter zeigende Gehölze in ähnlichen Hauptformen …“.
Neben Fritz Encke wurde Engelhardt 1908 als einer der ersten Gartenarchitekten in den 1907 von Hermann Muthesius gegründeten Deutschen Werkbund berufen, dessen Mitglied er bis 1928 war.
Nachdem an der Kunstgewerbeschule Düsseldorf – auf Veranlassung der Deutschen Gesellschaft für Gartenkunst (DGfG) – zunächst probeweise eine neuartige und einzigartige Klasse für Gartenkunst eingerichtet worden war, schlug Muthesius Engelhardt als Dozenten vor. Engelhardt war bereits 1908 von der DGG beauftragt worden, sich mit der Verbesserung der Ausbildung der Gartenarchitekten zu befassen, denn ein Arbeitsausschuss der DGG hatte empfohlen, „an Stelle des bisher angestrebten Anschlusses an die Hochschulen für die über den Rahmen der Gärtnerlehranstalten hinausgehende künstlerische Ausbildung des Gartenarchitekten zunächst die Kunstgewerbeschulen ins Auge zu fassen“. Engelhardt sah den engen Kontakt mit den an den Kunstgewerbeschulen vertretenden Fachbereichen als förderlich hierfür an. Vorbedingung für die Aufnahme war der Besuch einer staatlich anerkannten Gärtnerlehranstalt. Der deutlich über deren Angebot hinausgehende Lehrplan umfasste unter anderem Freihand- und Ornamentzeichnen, einfache Baukonstruktion für Holz- und Steinbauten im Garten, und architektonische Gartengestaltung. Engelhardt, der dann von 1909 bis zum Ersten Weltkrieg neben seinem Amt als Gartendirektor hier unterrichtete, war für den gärtnerischen Part zuständig, der Unterricht über architektonische Gartengestaltung und Gartenausstattungen wurde z. T. von den Architekten Wilhelm Kreis, Fritz Becker und Emil Fahrenkamp gehalten. 1919 wurde die Architekturabteilung der Kunstgewerbeschule mit der Kunstakademie Düsseldorf zusammengelegt, an der er dann wieder die weiterbestehende Gartenkunstklasse bis 1933 unterrichtete. Schüler Engelhardts an der Kunstgewerbeschule war u. a. Wilhelm Tapp (ab 1914 in Düsseldorf Stadtgartenarchitekt und Leiter des Entwurfsbüros im Gartenamt, 1915 Gartenbauinspektor, 1919 Leiter des Friedhofsamtes, ab 1933 Direktor des Garten- und des Friedhofamtes).
1921 wurde Garteninspektor Engelhardt von der DGfG auf den alljährlichen Denkmaltag in Münster entsandt, wo er an die versammelten Konservatoren appellierte, endlich auch historische Gärten unter Schutz zu stellen, was dann – zunächst zumindest für die ehemals fürstlichen Gärten – in einer öffentlichen Erklärung der Denkmalpfleger auch beschlossen wurde. Engelhardt wurde insofern auch bedeutsam für die Geschichte der Gartendenkmalpflege. 1931 wurde er von der DGfG zum Ehrenmitglied ernannt.
Engelhardt war außerdem seit 1899 Mitglied im Verband Deutscher Gartenarchitekten.
Zwischen 1912 und 1913 ließ sich Engelhardt vom Architekten Thilo Schneider (1868–1926) an der Homberger Straße in Düsseldorf-Golzheim auf dem Gelände des ehemaligen Friedhofs und in unmittelbarer Nähe des von ihm gestalteten Kaiser-Wilhelm-Park (Rheinpark) eine Villa errichten. Heute beherbergt die unter Denkmalschutz stehende „Villa Engelhardt“ in der Fischerstraße 110 an der Ecke zur Homberger Straße die Verwaltung der Robert Schumann Musikhochschule.

## Werke
(Auswahl)

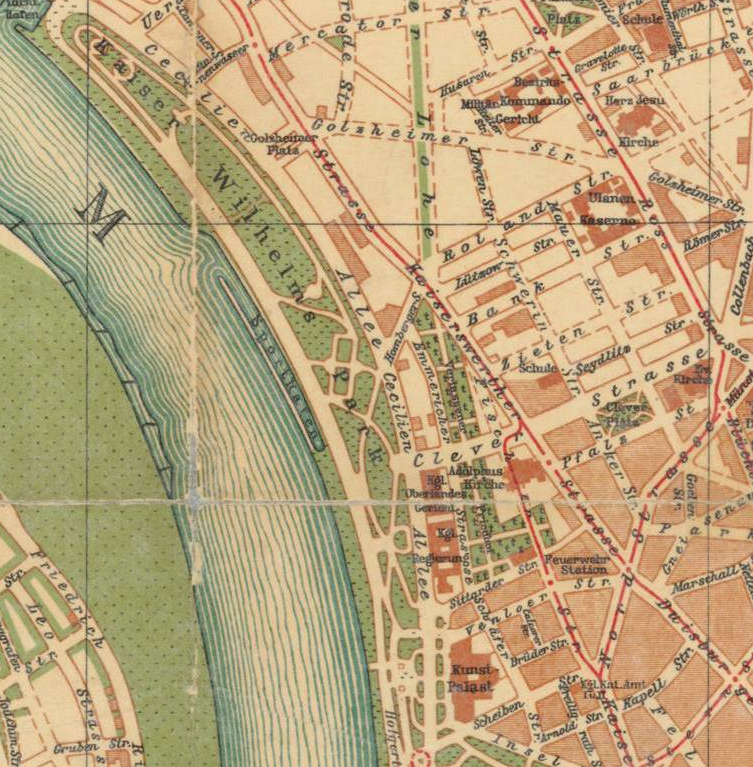
Stadtplan von Düsseldorf (1909) mit Kaiser-Wilhelm-Park (Rheinpark Golzheim), Golzheimer Friedhof und Clever Platz (Kolpingplatz)

- zahlreiche Parkanlagen im Baltikum (Lettland: Katzdangen, Groß-Roop, Orellen, Koltzen, Hoppenhof; Estland: Rappin, Ollustfer), Russland (Anlagen für die Besitzungen von Herzog Georg Alexander zu Mecklenburg-Strelitz in Oranienbaum, 1892 bis 1905), Hauptgestüt Trakehnen
- Landschaftspark von Schloss Wendgräben bei Magdeburg, 1911 (Architekt des Gebäudes: Hermann Muthesius) und 1922
- Umgestaltung von Landschaftspark und Arboretum Heilmannshof in Krefeld, 1937–1939 (die letzte dokumentierte Anlage Engelhardts); Anlage eines Gehölz- und Staudengartens (Staudengarten mit Beeten in für Engelhardt typischer L-Form, 1943 durch eine Luftmine zerstört und nach dem Krieg zu einem Rhododendronhain umgestaltet; Gehölzgarten erhalten)
- Planung für den Raffelbergpark (Kurpark des Solbades Raffelberg) in Mülheim an der Ruhr-Speldorf, 1908–1909 (Bauleitung Reinhold Hoemann); Erweiterung 1928, wahrscheinlich ebenfalls nach Plänen von Engelhardt
- Düsseldorf:

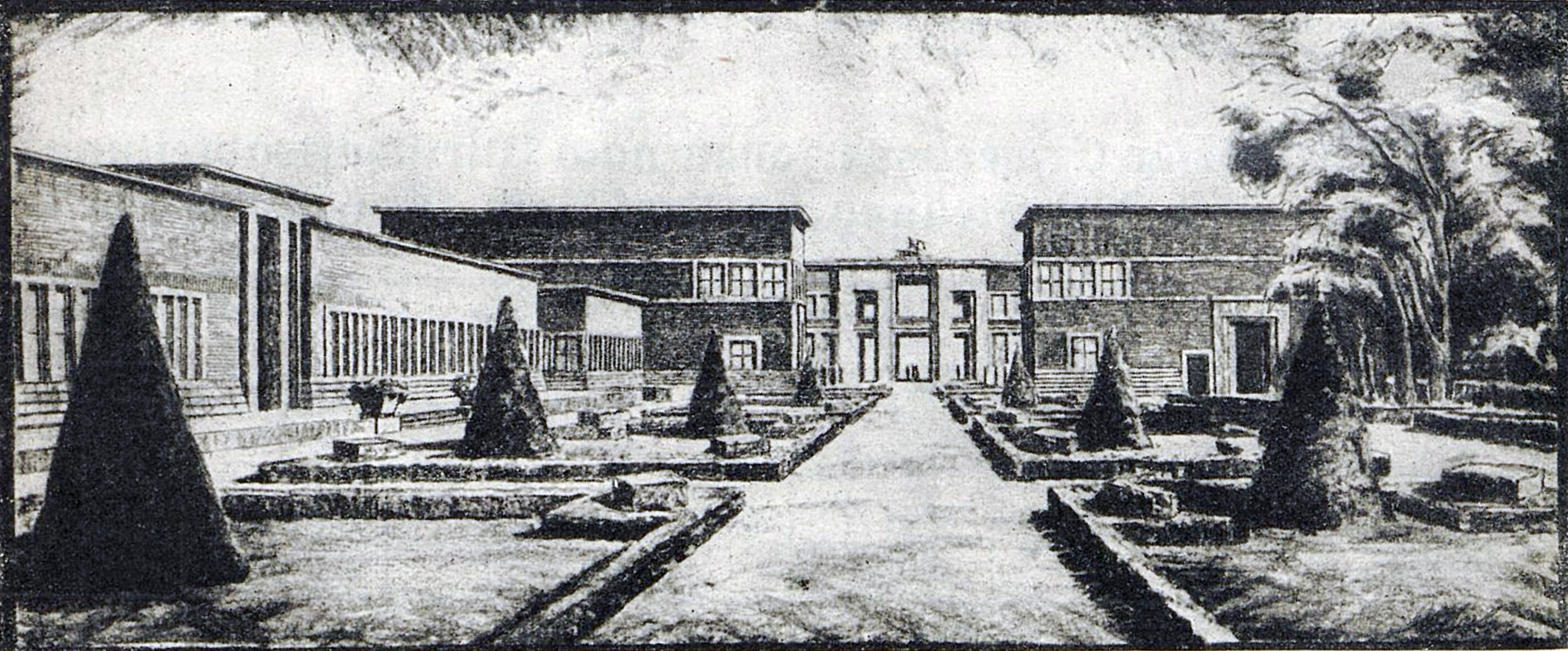
Ehrenhof (nach 1926)

- - Umgestaltung des Hofgartens am heutigen Schauspielhaus: Goltsteinparterre (1906, anlässlich der Gartenschau „Euroga 2002plus“ rekonstruiert)
  - Erweiterung des Volksgartens (1906)
  - Stadtplätze: Fürstenplatz (1906), Neusser Platz (1906), Platz an der Rethel- und Ahnfeldstraße (1906), Münsterplatz (1907), Breslauer Platz (1911), Garten am Schloss Jägerhof (1911), Michaelplatz (1913), Hermannplatz (1913), Hansaplatz (1908), Klever Platz (1913), Salierplatz (1914), Graf-Adolf-Platz (1927/1928, zusammen mit Heinrich Küchler), Schillerplatz, Schwanenmarkt, Corneliusplatz
  - Rheingärtchen,[2] Rheinpark, Außenanlagen der Rheinterrasse, Ehrenhof (schrittweise 1906 bis 1931)
  - Garten des Präsidentenschlösschens an der Bezirksregierung Düsseldorf (1909–1911)

## Schriften
(Auswahl)
- Die Assanierung von Düsseldorf. In: Theodor Weyl (Hrsg.): Die Assanierung von Städten in Einzeldarstellungen. Leipzig 1908, Band 2, Heft 2.
- Kultur und Natur in der Gartenkunst. (= Kunst und Kultur, Band 6.) Strecker & Schröder, Stuttgart 1910. (Digitalisierte Ausgabe der Universitäts- und Landesbibliothek Düsseldorf)
- (hrsg. zusammen mit Hermann von Rosen): Die Baltischen Provinzen. Teil: 1: Stadt und Land. (= Ostsee und Ostland, Band 1.) F. Lehmann, (Berlin-)Charlottenburg 1916.
- Die öffentlichen Gartenanlagen und Friedhöfe von Düsseldorf. Düsseldorf o. J.

Darüber hinaus veröffentlichte Engelhardt zahlreiche Artikel in Fachzeitschriften.